# Gauersheim
Gauersheim là một đô thị thuộc thuộc huyện Donnersberg, Đức. Đô thị Gauersheim có diện tích 5,25 km², dân số thời điểm ngày 31 tháng 12 năm 2006 là 623 người.